# Geoff Dolan
Geoffrey Patrick Dolan (ur. 29 grudnia 1964) – nowozelandzki aktor filmowy, telewizyjny, głosowy i teatralny, a także wokalista.

## Filmografia

### Filmy
- 2004: W kryjówce mojego ojca – O’Neill
- 2006: Wendy Wu – ochroniarz

### Seriale
- 1997–1999: Herkules –
  - Orent,
  - giermek,
  - oficer policji
- 2000: Xena: Wojownicza księżniczka – pracownik dorywczy
- 2001: Klinika Mercy Peak – Ross Duval
- 2003: Power Rangers Ninja Storm – sędzia
- 2010: Do diabła z kryminałem – Steve Brownlow
- 2017–2018: Power Rangers Ninja Steel –
  - pracownik charytatywny,
  - kurier

### Głosy
- 2003: Power Rangers Dino Grzmot – Jadeitowy Gladiator
- 2005: Power Rangers S.P.D. –
  - Herock,
  - OMNI
- 2006: Power Rangers: Mistyczna moc – Koragg
- 2008: Power Rangers: Furia dżungli – Dai Shi
- 2011: Power Rangers Samurai – sierżant Tread
- 2013: Power Rangers Megaforce – Gosei